# Leynes
Leynes és un municipi francès, situat al departament de Saona i Loira i a la regió de Borgonya - Franc Comtat. L'any 2007 tenia 485 habitants.

## Demografia

### Població
El 2007 la població de fet de Leynes era de 485 persones. Hi havia 196 famílies, de les quals 48 eren unipersonals (16 homes vivint sols i 32 dones vivint soles), 72 parelles sense fills, 68 parelles amb fills i 8 famílies monoparentals amb fills.
La població ha evolucionat segons el següent gràfic:
Habitants censats

### Habitatges
El 2007 hi havia 253 habitatges, 201 eren l'habitatge principal de la família, 34 eren segones residències i 19 estaven desocupats. 223 eren cases i 28 eren apartaments. Dels 201 habitatges principals, 145 estaven ocupats pels seus propietaris, 46 estaven llogats i ocupats pels llogaters i 10 estaven cedits a títol gratuït; 1 tenia una cambra, 7 en tenien dues, 37 en tenien tres, 40 en tenien quatre i 115 en tenien cinc o més. 166 habitatges disposaven pel capbaix d'una plaça de pàrquing. A 77 habitatges hi havia un automòbil i a 110 n'hi havia dos o més.

### Piràmide de població
La piràmide de població per edats i sexe el 2009 era:
| Homes | Edats   | Dones |
| ----- | ------- | ----- |
| 0     | 95 o +  | 0     |
| 4     | 90 a 94 | 0     |
| 0     | 85 a 89 | 12    |
| 4     | 80 a 84 | 12    |
| 12    | 75 a 79 | 12    |
| 4     | 70 a 74 | 16    |
| 8     | 65 a 69 | 12    |
| 8     | 60 a 64 | 0     |
| 12    | 55 a 59 | 12    |
| 20    | 50 a 54 | 12    |
| 16    | 45 a 49 | 16    |
| 28    | 40 a 44 | 24    |
| 24    | 35 a 39 | 24    |
| 16    | 30 a 34 | 24    |
| 8     | 25 a 29 | 4     |
| 4     | 20 a 24 | 8     |
| 12    | 15 a 19 | 20    |
| 32    | 10 a 14 | 20    |
| 24    | 5 a 9   | 8     |
| 16    | 0 a 4   | 16    |

## Economia
El 2007 la població en edat de treballar era de 333 persones, 263 eren actives i 70 eren inactives. De les 263 persones actives 255 estaven ocupades (132 homes i 123 dones) i 8 estaven aturades (4 homes i 4 dones). De les 70 persones inactives 30 estaven jubilades, 26 estaven estudiant i 14 estaven classificades com a «altres inactius».

### Ingressos
El 2009 a Leynes hi havia 200 unitats fiscals que integraven 500,5 persones, la mediana anual d'ingressos fiscals per persona era de 18.530 €.

### Activitats econòmiques
Dels 17 establiments que hi havia el 2007, 1 era d'una empresa alimentària, 2 d'empreses de construcció, 4 d'empreses de comerç i reparació d'automòbils, 2 d'empreses de transport, 6 d'empreses d'hostatgeria i restauració, 1 d'una empresa de serveis i 1 d'una empresa classificada com a «altres activitats de serveis».
Dels 4 establiments de servei als particulars que hi havia el 2009, 1 era una oficina de correu i 3 restaurants.
L'únic establiment comercial que hi havia el 2009 era una fleca.
L'any 2000 a Leynes hi havia 48 explotacions agrícoles que ocupaven un total de 324 hectàrees.

## Equipaments sanitaris i escolars
El 2009 hi havia una escola maternal integrada dins d'un grup escolar amb les comunes properes formant una escola dispersa.

## Poblacions més properes
El següent diagrama mostra les poblacions més properes.